# دره توت
دره توت، روستایی از توابع بخش مرکزی شهرستان کوهرنگ در استان چهارمحال و بختیاری ایران است.

## کمک رسانی
در سال ۱۴۰۰ ، بسته های کمکی اعم از خوراکی ، لباس و لوازم بهداشتی از سوی خیرین تهیه شد و به اهالی روستا تحویل داده شد .

## جمعیت
این روستا در دهستان میان کوه موگوئی قرار دارد و براساس سرشماری مرکز آمار ایران در سال ۱۳۸۵، جمعیت آن ۶۹ نفر (۱۱خانوار) بوده‌است.